# 皆川純子のビタミンR
『皆川純子のビタミンR』（みながわじゅんこのびたみんあーる）は、アニメ&ゲーム専門エンタメ・音楽配信サイト「超!アニメロの超!放送局」にて放送される、インターネットラジオの名称。

## 概要
2007年4月25日より、毎週水曜日夜7時更新でストリーミング放送されていた（最終更新2007年10月17日）。パーソナリティは、皆川純子と互野ちひろ（#1～14）、内匠靖明（#15~26）。番組の趣旨は、改めて皆川純子を知ってもらい、リスナーに元気になってもらおうという内容が主である。
ビタミンRの「ビタミン」は2007年5月10日に発売された皆川純子の「ビタミンJ」より。
また、「R」は、
- ラジオ：「ビタミンラジオ」より「ビタミンR」のほうがオシャレ。
- リアル：リアルな皆川純子を知ってもらう。
- リターン：リスナーからの投稿。
- リリース：上記のアルバム発売から。

という4つの意味を持っている。

## コーナー
- 「ビタミン熟語」

リスナーから元気が出る（出なくても可）オリジナルの四文字熟語を送ってもらうコーナー
- 「ふつおた」

ふつうの投稿。
- 「私を口説け！」

皆川純子を口説くコーナー。愛の告白でも、自分の所属するチームへの勧誘でも何でも良い。
このコーナーは対戦形式で三回勝ち抜けば番組オリジナルステッカーをプレゼント。
ちなみにステッカー獲得者は26回の放送中わずか5名。
- 「もーそーお悩み駆け込み寺」

誰でもする妄想。そんなくだらない妄想から生まれたお悩みを皆川純子が解決していくコーナー。
- 「ラジオドラマ」

番組開始当初は「ビタミンJの曲をイメージしたラジオドラマ」との趣旨であったが、予想以上の人気のため、以降皆川純子名義の曲をドラマ化していっていた。
- 「ラジオドラマに突っ込みを入れるコーナー」

ラジオの進行中に皆川純子自身が勝手に作ったコーナー。作家の作った脚本に「こうじゃねぇよ」「こんなのねぇよ」等とアシスタントと共に突っ込んでいた。特別突っ込む要素が見当たらない回もあった。